# كيفن فيتزجيرالد (لاعب كرة قدم أمريكية)
كيفن فيتزجيرالد (بالإنجليزية: Kevin Fitzgerald)‏ هو لاعب كرة قدم أمريكية أمريكي، ولد في 30 يونيو 1964 في لاكروس في الولايات المتحدة.

## وصلات خارجية
- كيفن فيتزجيرالد على موقع مرجع كرة القدم المحترفة.كوم (الإنجليزية)